# Paek Nam-sun
Paek Nam-sun (백남순?, 白南淳?) (Kilchu, 13 marzo 1929 – Pyongyang, 3 gennaio 2007) è stato un politico nordcoreano.
Laureato all'Università Kim Il-sung, si iscrisse giovanissimo al Partito del Lavoro di Corea e ne divenne nel 1968 responsabile degli affari esteri. Nel 1972 partecipò agli incontri con i rappresentanti della Corea del Sud al fine di trovare un'intesa doganale e dal 1974 al 1979 fu ambasciatore in Polonia.
Nel 1990 entrò nel Parlamento nordcoreano, di cui fu membro fino alla morte. Pur essendo un comunista moderato, Kim Jong-il ebbe fiducia in lui e nel 1998 lo nominò Ministro degli Esteri, carica mantenuta fino all'improvvisa scomparsa avvenuta il 3 gennaio del 2007, probabilmente nella capitale Pyongyang.
Paek Nam-sun tentò una politica di conciliazione sia con gli Stati Uniti d'America (fu l'unico ministro nordcoreano ad andare in visita ufficiale a Washington) sia con i vicini sudcoreani. Rimase tuttavia sempre un politico schivo, abituato ad agire nell'ombra, tant'è che pur essendo uno degli esponenti più importanti del suo Stato non fu mai coinvolto in intrighi o scandali.
Dopo il decesso, venne sostituito dal suo vice Kim Kye-gwan.